# Spiridon Gopčević
Spiridon Gopčević, noto anche con lo pseudonimo di Leo Brenner (Trieste, 1855 – Berlino, 1928), è stato un astronomo e giornalista austriaco triestino di origini serbo, figlio dell'armatore Spiridione Gopcevich.

## Biografia
Dopo la morte del padre, la cui famiglia era originaria di un villaggio nei pressi di Castelnuovo, fu mandato a Vienna a studiare. Alla morte della madre divenne un giornalista professionista. Pubblicò uno studio etnografico intitolato Macedonia, Vecchia Serbia nel 1889, ma dopo essere finito in carcere per alcuni articoli contro l'Impero austro-ungarico nel 1893, mise fine alla sua carriera giornalistica.
Nel 1893 fondò l'Osservatorio Manori a Lussinpiccolo, nell'attuale Croazia, a cui diede il nome della moglie, una ricca e nobildonna austriaca. Dopo anni di osservazioni, in particolare dei pianeti del sistema solare, nel 1909 dovette chiudere l'osservatoria a causa di problemi finanziari. Nel frattempo, nel 1899, aveva anche fondato una popolare rivista di astronomia, Astronomische Rundschau, che diresse fino al 1909.
Trascorse alcuni anni negli Stati Uniti, e tornato in Europa diresse un giornale di guerra durante il periodo bellico. Le circostanze della sua morte, avvenuta nel 1928, restano misteriose.
Il cratere Brenner sulla superficie della Luna gli fu dedicato dall'amico e selenografo Philipp Fauth.